# ピーター・キング (第6代キング男爵)
第6代キング男爵ピーター・キング（英語: Peter King, 6th Baron King、1736年10月6日 – 1793年11月23日）は、グレートブリテン王国の貴族。

## 生涯
第5代キング男爵トマス・キングとウィルヘルミナ・キャサリーナ・トロイ（Wilhelmina Catherina Troye、1784年6月3日没、ジョン・トロイの娘）の長男として、1736年10月6日にデン・ハーグで生まれ、10日に洗礼を受けた。1747年から1754年までイートン・カレッジで教育を受けた後、1754年12月2日にケンブリッジ大学トリニティ・カレッジに入学した。
1774年11月24日、シャーロット・トレッドクロフト（Charlotte Tredcroft、1829年10月25日没、エドワード・トレッドクロフトの娘）と結婚、3男をもうけた。
- ピーター（英語版）（1775年 – 1833年） - 第7代キング男爵
- ウィリアム（1780年2月24日 – 1798年12月3日）
- ジョージ（1783年1月28日 – 1855年12月21日） - 1808年10月30日、シャーロット・トレッドクロフト（1853年7月25日没、ナサニエル・トレッドクロフトの娘）と結婚、子供あり

1779年4月4日に父が死去すると、キング男爵の爵位を継承した。
1793年11月23日に死去、長男ピーターが爵位を継承した。